# Kennett Square
Kennett Square is een plaats (borough) in de Amerikaanse staat Pennsylvania, en valt bestuurlijk gezien onder Chester County.

## Demografie
Bij de volkstelling in 2000 werd het aantal inwoners vastgesteld op 5273. In 2006 is het aantal inwoners door het United States Census Bureau geschat op 5292, een stijging van 19 (0,4%).

## Geografie
Volgens het United States Census Bureau beslaat de plaats een oppervlakte van 2,9 km², geheel bestaande uit land. Kennett Square ligt op ongeveer 112 m boven zeeniveau.

## Plaatsen in de nabije omgeving
De onderstaande figuur toont nabijgelegen plaatsen in een straal van 12 km rond Kennett Square.

## Geboren
- Eugene Mercer (1888-1957), atleet